# كتاب لورش للعقاقير

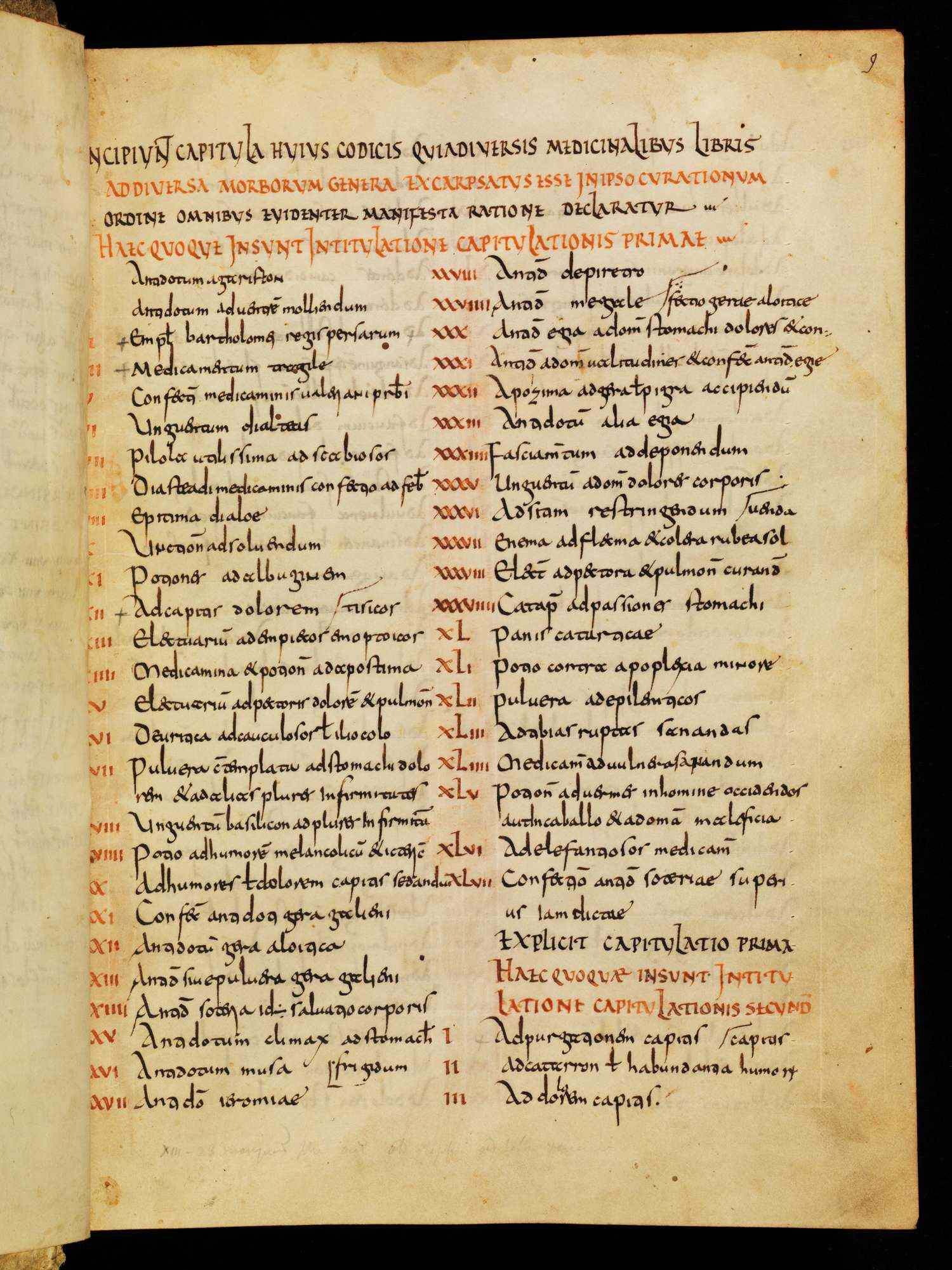
كتاب لورش للعقاقير ، صفحة المحتويات (سنة795 م).

كتاب لورش للعقاقير (بالألمانية: Lorscher Arzneibuch) هو كتاب عقاقير ألماني من العصور الوسطى، مكتوبا باليد ويرجع إلى عهد شارلمان سنة 795 م. يسمى أيضا Codex Bambergensis medicinalis 1 وهو أقدم كتاب في البلاد الأوروبية المتحدثة بالألمانية عن طب الرهبان. وقد كتب هذا الكتاب الطبي في دير لورش بالقرب من مدينة ورمز بألمانيا. أعتمدت اليونسكو هذا الكتاب في يونيو عام 2013 «كأحد الموروثات الإنسانية».

## محتوياته
يحتوي كتاب لورش للعقاقير على 75 ورقة من أوراق البرجامنت، مكتوبة على الصفحتين. ويمكن تقسيمه إلى 12 جزء، حيث تشمل 55 ورقة منه على مجموعة عقاقير يبلغ عددها 482، وتشكل الجزء الأكبر من الكتاب. وتعضد بعض الأجزاء الأخرى مبدأ العلاج في المسيحية على الرغم من استخدام طرق علاج قديمة تعود إلى عهود ما قبل المسيحية في ألمانيا. كما يناقش مسألة اخلاقية الطب، وتاريخ الطب والتشريح أو موضوعات عن التغذية الصحية.
ويذكر الكتاب في جزئه الخامس بعض الوثائق المتعلقة بعلم التنجيم من ضمنها «الأيام الحرجة» وما يسمى «الأيام المصرية»، حيث كان للفراعنة موروثات في هذا الشأن.

## وصلات خارجية
- Digitalisat mit wissenschaftlicher Beschreibung in der Bibliotheca Laureshamensis – digital
- Digitalisat der Staatsbibliothek Bamberg
- Eintrag im Handschriftencensus
- Adelheid Platte: Lorscher Arzneibuch, Landesamt für Denkmalpflege Hessen